# Coryphaenoides dubius
Coryphaenoides dubius es una especie de pez de la familia Macrouridae en el orden de los Gadiformes.

## Hábitat
Es un pez bentopelágico y maríno de aguas  tropicales.

## Distribución geográfica
Se encuentra en las Filipinas.